# 香港多媒體發展動力
香港多媒體發展動力（Hong Kong Multimedia Development Power，簡稱HKMDP），成立於2011年10月19日，HKMDP為香港註冊的非盈利組織。主要宗旨是推動香港多媒體應用及發展。創會成會都是從事多媒體設計及應用之年青設計師，處理一切有關會務。決策團下設有外務和內務委員會。

## 宗旨
自從二零一一年十月十九號開始，我們正式在香港成立註冊團體香港多媒體發展動力(HKMDP)，以此為起點，一步步去推動香港多媒體應用的發展，亦希望提供這一平台，給大家去交流學習。
多媒體泛指電腦系統中，包含兩種或以上的媒體合成的一種可用於信息交流與傳播信息的混合式媒體，可以包括文字、圖片、影片、動畫、聲音等，最常接觸包括網頁，流行音樂短片，電腦遊戲等多媒體廣泛應用在社會的不同領域，在電腦的急速發展下，令傳統媒體黯然失色，在可見的將來，多媒體的應用將會更為精彩，對此認識的人一定沉醉其中不能自拔。
於未來的時間，香港多媒體發展動力(HKMDP)會舉辦不同類型的比賽。近年數碼相機日益普及，即使一部小小的手提電話，只要加點創意，多一些想像力，就能造就一幅屬於你又能令人印象深刻的作品，相信一個比賽，可能發掘出自己意想不同的潛能我們認為若能建立一個平台供大家互相學習交流，一定能比傳統的方法更加為之有效，所以我們熱心推動這一平台。

## 外部連結
- 香港多媒體發展動力
- 香港多媒體發展動力Facebook專頁